# JJ4
JJ4, (bis 2025 auch Gaia, seit 2025 auch Luna) genannt (* etwa 2006 im Trentino, Italien), ist eine europäische Braunbärin, die als „Problembärin“ internationale Bekanntheit erlangte. Sie ist die Tochter der Bärin Jurka und Schwester von Bruno (bekannt als JJ1). Der Name „JJ4“ setzt sich aus den Initialen ihrer Eltern Jurka und Joze sowie einer fortlaufenden Nummerierung zusammen.

## Biografie

### Herkunft und Familie
Gaia ist Teil der Braunbärenpopulation, die im Rahmen des Projekts „Life Ursus“ aus Slowenien ins italienische Trentino für die Wiederansiedlung gebracht wurde. Ihre Mutter Jurka kam 1999 ins Trentino. Viele ihrer Geschwister wie Bruno (JJ1), JJ2 und JJ3 sind durch auffälliges Verhalten ebenfalls bekannt geworden und wurden in verschiedenen Ländern erschossen oder eingefangen. Bis Juli 2025 ist Gaia das letzte noch lebende Jungtier dieses Wurfes.

### Zwischenfälle
Im Jahr 2020 fiel Gaia am Monte Peller durch einen Angriff auf einen Vater und seinen Sohn auf, die schwer verletzt wurden. Sie sollte daraufhin zur Gewährung der öffentlichen Sicherheit getötet werden. Eine gerichtliche Entscheidung verhinderte daraufhin ihre Tötung.
Im April 2023 kam es zum bekanntesten Vorfall: In Caldes in der Provinz Trient griff Gaia den Jogger Andrea Papi an, der dabei tödlich verletzt wurde. Zwei ihrer drei Jungtiere wurden beim späteren Einfangen mit in eine Falle gelockt, jedoch später wieder freigelassen. Dieser Vorfall führte zu einer breiten gesellschaftlichen und juristischen Debatte in Italien. Der Provinzpräsident ordnete die Tötung an, jedoch verhinderten verschiedene Gerichtsbeschlüsse die Vollstreckung.

### Gefangenschaft und Umsiedlung nach Deutschland
Nach langen juristischen und logistischen Diskussionen wurde für Gaia extra ein Hochsicherheitsgehege im Alternativen Wolf- und Bärenpark Schwarzwald in Bad Rippoldsau-Schapbach gebaut. Der Park nannte die Übersiedlung eine Rettungsaktion, um Gaia vor einer Tötung zu bewahren.
Die Umsiedlung erfolgte im Juli 2025 nach einer aufwendigen und geheim gehaltenen nächtlichen Überführung aus Italien. Der Bau des neuen Geheges verzögerte sich mehrfach, unter anderem wegen witterungsbedingter Schwierigkeiten. Geplant und finanziert wurde alles von der Stiftung für Bären, viele Kosten wurden über Spenden gedeckt. Insgesamt investierte man rund eine Million Euro.
Am 30. Juli gab es erste Aufnahmen von Gaia im neuen Gehege. Sie nahm die neue Umgebung gut an.
Das Gehege ist etwa einen Hektar groß und entspricht höchsten Sicherheitsstandards: Meterhohe Elektrozäune schirmen das Areal ab, hinzu kommen ein sogenannter Untergrabschutz aus Stahl und ein kamerabasiertes Überwachungssystem. Damit soll verhindert werden, dass Gaia sich unter dem Zaun hindurch einen Weg nach draußen bahnt. Das Gelände liegt abgeschieden innerhalb des Parks, ist für Besucher vorerst nicht zugänglich und bietet der Bärin ausreichend Rückzugsmöglichkeiten.
Im Park lebt seit 2010 auch Gaias Mutter Jurka, die dort ein neues Zuhause gefunden hat, nachdem sie wie viele andere Bären aus schlechten Haltungsbedingungen oder nach Konflikten mit Menschen gerettet wurde. Zum aktuellen Zeitpunkt (Sommer 2025) leben insgesamt etwa neun Bären verschiedener Herkunft im Park, darunter neben Jurka auch Gaias Halbschwester Isa. Zwar können die Tiere einander riechen, doch werden Begegnungen zwischen Gaia und Jurka bewusst ausgeschlossen, da Bären in Gefangenschaft Artgenossen als potenzielle Futterkonkurrenten wahrnehmen.
Gaias Gehege war explizit als sichere Einzelunterbringung für einen Wildbären konzipiert, auch weil man aus den Erfahrungen mit wildgefangenen Bären wie Jurka weiß, wie stark der Freiheitsdrang bleiben kann.
Am 12. August 2025 gab der Park bekannt, dass JJ4 von nun an Luna heißt, da sie die negative Behaftung des Namens ablegen wollen.

## Bedeutung und Diskussion
Gaia ist ein Paradebeispiel für eine sogenannte „Problembärin“: ein Begriff, der durch ihren Bruder JJ1 geprägt wurde und Bären mit auffälligem Verhalten beschreibt. Im Gegensatz zu einigen Verwandten hat Gaia sich nie regelmäßig menschlichen Siedlungen genähert oder gezielt Schäden verursacht. In den bekannten Fällen verteidigte sie ihre Jungtiere. Die Diskussion um ihren Fall ist geprägt vom Spannungsfeld zwischen Artenschutz, öffentlicher Sicherheit und Tierschutz.
Die aufwendige Unterbringung von Gaia wurde kontrovers diskutiert: Während Tierschutzverbände sie als wichtigen Schritt für den tiergerechten Umgang betrachten, kritisieren andere den hohen finanziellen Aufwand und zweifeln am Sinn des Projekts.